# Chris Veraart
Christiaan Joseph Willibrord (Chris) Veraart (Wassenaar, 8 juni 1944 – Bergen, 24 oktober 2014) was een Nederlands advocaat, dichter en schrijver.

## Loopbaan
Als advocaat is Chris Veraart vooral bekend omwille van zijn pleidooien in zedendelicten. Samen met Rob de Granada voerde hij een advocatenpraktijk met het advocatenkantoor "Veraart, De Granada & Partners". In 2003 kreeg hij een straf opgelegd omdat hij zich in een radioprogramma kritisch had uitgelaten over psychotherapie. 30 november 2006 bepaalde het Europees Hof voor de Rechten van de Mens dat dit ten onrechte was vanwege de vrijheid van meningsuiting  en kreeg hij een schadevergoeding.
Aan zijn ziekte multiple sclerose gaf Chris Veraart uiting in zijn literaire proza. In Ja kun je krijgen! staan korte verhaaltjes, waarin verwikkelingen naar aanleiding van het samengaan van zijn ziekte en zijn beroep als advocaat hilarisch zijn verwoord.
In zijn poëzie geeft Veraart zijn beschouwingen van de wereld. Door heel eenvoudige, alledaagse gebeurtenissen te beschrijven, verwoordt Veraart ook subtiel zijn maatschappijkritiek.